# Quatrième flotte des États-Unis
Pour les articles homonymes, voir 4e flotte.
La quatrième flotte des États-Unis est l'une des flottes opérationnelles de l'US Navy. Elle fait partie du United States Naval Forces Southern Command qui dépend lui-même du United States Southern Command. Elle est cantonnée à la Base navale de Mayport à Jacksonville en Floride. Sa zone de responsabilité englobe la totalité des navires de l'US Navy opérants dans la mer des Caraïbes ainsi que dans l'océan Atlantique et l'océan Pacifique autour de l'Amérique centrale et de l'Amérique du sud.

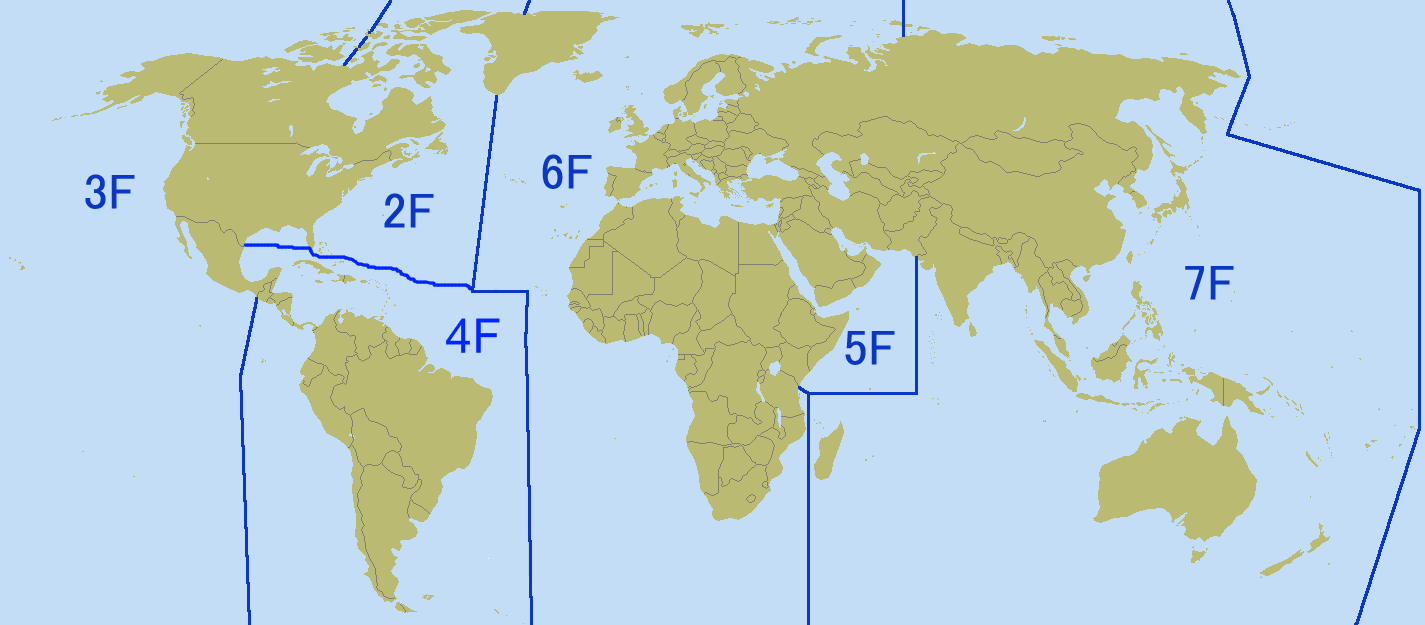
Zone de responsabilité des flottes américaines depuis 2008.

## Historique
La quatrième flotte fut une importante composante de l'US Navy dans le sud de l'océan atlantique durant la Seconde Guerre mondiale. Elle fut initialement créée en 1943 dans le but de protéger les convois des agresseurs, dont les sous-marins allemands. En 1950, la quatrième flotte fut dissoute lorsque la seconde flotte intégra ses responsabilités.
Le 24 avril 2008, le chef des opérations navales, l'amiral Gary Roughead annonça le rétablissement de la flotte. Le 12 juillet 2008, une cérémonie marque l'évènement à la base navale de Mayport, en Floride.

## Effectifs
Aucun navire ne compose de manière permanente la quatrième flotte.

## Commandants
- Vice amiral Jonas H. Ingram (septembre 1942 - 11 novembre 1944)[3]
- Vice amiral William R. Munroe (11 novembre 1944 - 15 avril 1945)
- Vice amiral Thomas R. Cooley (1945 - milieu 1946)
- Vice amiral Daniel E. Barbey (septembre 1946 - mars 1947)
- Vice amiral Charles McMorris (milieu 1914 - juillet 1948)
- Rear admiral Joseph D. Kernan (1er juillet 2008 - 12 juin 2009)
- Rear admiral Victor G. Guillory (12 juin 2009 - 5 août 2011)
- Rear admiral Kurt W. Tidd (5 août 2011 - 22 juin 2012)
- Rear admiral Sinclair M. Harris (22 juin 2012 - 17 avril 2014)
- Rear admiral George W. Ballance (17 avril 2014 - 12 Aout 2016)
- Rear admiral Sean S. Buck (12 Aout 2016 - 21 mai 2019)
- Rear admiral Donal D. Gabrielson (21 mai 2019 - present)